# Laren
Laren /ˈlaːrən/  è una municipalità dei Paesi Bassi di 11 342 abitanti situata nella provincia dell'Olanda Settentrionale.
Poco lontano dalla grande Amsterdam, la piccola città già dal XIX secolo è stata un vivace centro residenziale e culturale frequentato da numerosi pittori ed artisti.

La cittadina è tutt'oggi sede di varie gallerie d'arte contemporanea e di conferenze.
- La villa del pittore statunitense W.H.Singer jr ospita la sede del  Singer Museum
- Il celebre artista olandese M.Escher vi trascorse gli ultimi anni di vita e di lavoro
- Inoltre, fino agli anni ottanta, vi ha vissuto  Vincent van Gogh, nipote dell'omonimo grande pittore, nella cui casa erano conservati circa un migliaio di opere del celebre parente e che ora sono esposte nel Van Gogh Museum di Amsterdam.